# NGC 4791
NGC 4791 ist eine Spiralgalaxie mit aktivem Galaxienkern vom Hubble-Typ S im Sternbild Jungfrau nördlich der Ekliptik. Sie ist schätzungsweise 111 Millionen Lichtjahre von der Milchstraße entfernt und hat einen Durchmesser von etwa 45.000 Lj.
Im selben Himmelsareal befinden sich u. a. die Galaxien NGC 4795, NGC 4796, NGC 4803.
Das Objekt wurde am 25. März 1865 von Albert Marth entdeckt.